# Valeriu Ghilețchi
Valeriu Ghilețchi (* 8. července 1960 v Pînzăreni) je moldavský baptistický kazatel a politik.
V letech 1998-2001 byl poslancem moldavského parlamentu; opětovně byl do parlamentu zvolen roku 2009. Od roku 2017 je jeho místopředsedou. Od roku 2011 je rovněž členem Parlamentního shromáždění Rady Evropy.
Původní profesí inženýr, byl roku 1996 ordinován do služby baptistického pastora. Roku 2001 byl zvolen biskupem Svazu církví evangelických křesťanů baptistů v Moldávii; úřad zastával po dvě funkční období. V letech 2009–2011 byl předsedou Evropské baptistické federace.
S manželkou Marinou má dva syny a dceru.

## Vyznamenání
- Řád pracovní slávy – Moldavsko, 2014[2]